# رزكار عقراوي
رزكار عقراوي (بالكردية: ڕزگار ئاکرێی‏) هو كاتبٌ ومؤلف وإعلاميٌ عراقي ولد عام 1966 في إقليمِ كردستان العراق بمدينة عقرة؛ وأحد الكوادر القيادية في الحزب الشيوعي العراقي منذ عام 1984 وحتّى 1990 وبعدها شارك مع منظمة التيار الشيوعي حتّى عام 1992 قبل أن يصبح أحد قيادي الحزب الشيوعي العمالي العراقي منذ عام 1993 حتّى عام 2000. وهو أولُ من طرح مفهوم اليسار الإلكتروني. والحائز على جائزة ابن رشد للفكر الحر عام 2010 باسم مؤسسته الفكرية «الحوار المتمدن» إضافة لكونه منسق مركز دراسات وأبحاث الماركسية واليسار. له العشرات من الدراسات والابحاث والمقالات الفكرية والسياسية المنشورة في عدّة مجلات عربية كجريدة الحياة وريكاي كوردستان إضافة لما نُشر من أبحاثه على موقع الحوار المتمدن.

## اليسار الإلكتروني

### المقدمة والتسمية
طرح رزكار عقراوي مفاهيم اليسار الإلكتروني (بالإنجليزية: Electronic Left)‏ واختصارا (بالإنجليزية: E-Left)‏ منذ بدايات 2002 في مقالات وحوارات ومقابلات مختلفة، ليكون علمي ديمقراطي معاصر حديث لمفهوم اليسار ولخطابه السياسي واليات تنظيمه وعمله وادارته وقيادته لكي تتلاءم مع التطور التكنولوجي والمعرفي والحقوقي للإنسانية في المجالات المختلفة والتغيير الكبير في طرأ في آليات التعامل والتفاعل وتنظيم الجماهير ووعيها بسبب الثورة التكنولوجية والمعلوماتية الكبيرة.
ووفق وصفه فإن الرأسمالية تطور نفسها على مدار الدقيقة في كافة المجالات، ولاستبدالها بأنظمة أكثر انسانية وعدل لابد من تطوير اليسار فكرا وعملا بشكل كبير جدا، وبذلك فإن مصطلح اليسار الإلكتروني هو تسمية تعرض مفهوم جديد لليسار في الوضع الحالي المتزامن مع التطور المتواصل، ولتطوير عمله ونضاله من اجل خيار سياسي اقتصادي اجتماعي وبيئي أفضل وأرقى وممكن للإنسان، أسوة بمصطلحات جديدة شائعة الآن مثل (الإدارة الالكترونية، الحكومة الالكترونية......الخ) وهي مفاهيم تطويرية للمفاهيم السابقة. فمثلما يُعبر مصطلح الحكومة الإلكترونية عن الحكومة بنفس الأُسسّ المُتعارف عليها ولكن بتغيير كبير في آليات العمل من خلال الإدارة والقيادة والشفافية والاستخدام الكبير للتطور العلمي والتقني، فإن مُصطلح اليسار الإلكتروني لا يختلف عن اليسار الكلاسيكي من حيث المبادئ لكنه يهدف لبناء طريقة جديدة في إدارة وتنظيم الحركات اليسارية.

### الاسس النظرية والفكرية
- عدم الاستناد لتيار أيديولوجي محدد، بل إلى التطور المعرفي والعلمي والحقوقي العقلاني للفكر الاشتراكي واليساري والإنساني، ومواثيق حقوق الإنسان العالمية.
- العمل من اجل بناء وتقوية اتحادات ونقابات عمالية ومهنية مستقلة
- طرج سياسات وبرامج وفق ما هو ممكن وليس ما هو مطلوب
- الاستفادة من التجارب الإيجابية لكافة المدارس الماركسية إضافة لمراجعة الفكر الماركسي ومدارسه
- للاستفادة من التطور التكنولوجي والعلمي والمعرفي في العمل السياسي والتنظيمي والإعلامي والاقتصادي والاجتماعي والثقافي والبيئي.
- تحييد دور الدين عن الدولة مع ضمان حرية التدين والعقيدة.
- تحييد دور القومية عن الدولة مع ضمان المواطنة المتساوية.
- المساواة الكاملة للمرأة والتميز الإيجابي، ويدافع عن استقلالية المنظمات النسائية وعملها وفق مواثيق حقوق المرأة الدولية.
- يركز على العمل والنضال في إطار حركة يسارية تقدمية اجتماعية واسعة متعددة المنابر.[8]

### الاسس التنظيمية
تعتبر حركة اليسار الإلكتروني أن شبكات التواصل أدت إلى تطور كبير في الوعي المعرفي والديمقراطي ولذلك ترى ضرورة طرح آليات تنظيمية جديدة ومرنة بين قوى اليسار، حيث تطرح الحركة أفكارها:
- يطرح اليسار الإلكتروني آليات تنظيمية جديدة مرنة للبناء والعمل الحزبي اليساري كنوع من – التحالفات والتنظيمات الفيدرالية الديمقراطية الحديثة – التي لا تتبني المركزية الهرمية المفرطة وتتيح اللامركزية والحرية الكبيرة للمنظمات الحزبية في إقرار سياساتها سواء كانت على الصعيد الفكري أو الجغرافي أو الإقليمي أو وفق قضايا مطلبية مختلفة.
- آليات جديدة في العضوية الحزبية تستند إلى مفهوم التحالف والتعاون والعمل الجماعي الديمقراطي، وليس إلى الانتماء وفق مفهوم هرمي وبسلطة مركزية صارمة بحيث تتيح للعضو الحرية الكاملة في العمل وفق توجهاته الفكرية والسياسية التي من الممكن ان تتطابق مع التنظيم الحزبي اليساري أو جزء منها، ويتجاوز كافة أنواع العسكرتارية التنظيمية والانضباط الحزبي الصارم، وله الحق في الانضمام إلى أكثر من حزب يساري فمثلا يجد ان له مقتربات مختلفة مع أكثر من حزب سياسي وفي سياسات مختلفة، كما يدعو إلى اختيار أشكال ودرجات مختلفة من العضوية المرنة (الفاعلة، المؤازرة، الوقتية، الالكترونية...... الخ) التي تتيح العمل التنظيمي وفق الظروف الشخصية والحياتية وحسب تطور كل بلد.
- الإقرار بتعدد المنابر والاجتهادات والكتل الفكرية والتنظيمية اليسارية المختلفة داخل المؤسسة التنظيمية، إضافة إلى الصحافة الحزبية الحرة المفتوحة، بحيث يكون الإعلام الحزبي منبرا واسعا للكل في الحزب ومن خارجه من حاملي الأفكار اليسارية والتقدمية والإنسانية، وحتى الناقدة لليسار وتنظيماتها كنوع من احترام الرأي الآخر.
- القاعدة الحزبية مصدر السلطات في أحزاب وتنظيمات اليسار ووأن يكون العقل والقرار الجماعي أساس تنظيمات اليسار الإلكتروني.
- إلغاء كافة المناصب والتسميات التي من الممكن ان ترسخ السلطات الفردية مثل (الأمين العام، السكرتير، الرئيس، القائد....الخ) وتعزيز القيادة الجماعية في الحزب ومن الجنسين.
- ينمي ويطور قدرات أعضائه وقياداته في استيعاب واستخدام التطور التكنولوجي والتقني والعلمي، وبالأخص تقنية المعلومات والانترنت وشبكات التواصل.[9][10]

### المشاركين في الحوار حول اليسار الإلكتروني
شاركت مجموعة كبيرة من الكاتبات والكتاب العرب في الحوار حول اليسار الإلكتروني ومن ابرزهم: محمد علي مقلد، فريد العليبي، عبد الرحمان النوضة، فؤاد النمري، عذري مازغ، بشير الحامدي، محمد دوير، محمد يوسف بكير، صباح كنجي، مريم نجمة، دانا جلال، سيمون خوري.

## الحوار المتمدن
تأسس الحوار المتمدن في 2001 ليكون أحد أول وأكبر أشكال النضال لليسار الإلكتروني المنظم في العالم العربي، والذي طرح شكلاً جديدًا للنضال اليساري الحديث، بالاستخدام الأمثل لتقنية المعلومات، واليسار المتعدد المنابر، والانفتاح، واحترام الرأي والرأي الآخر، ونبذ احتكار الحقيقة المطلقة. والحوار المتمدن طرح مفهومًا معاصرًا لليسار وفق التطور التقني والمعرفي والحقوقي للبشرية، نحو المزيد من الانفتاح والتعددية والفعالية والتفاعل مع التطور السريع في كافة الأصعدة.
الحوار المتمدن مؤسسة تطوعية بالكامل وتمول نفسها ذاتيًا. وينشر من خلالها الكثير من المفكرين والكتاب والكاتبات من مختلف بلدان العالم العربي وفي مختلف التخصصات.

## العمل المشترك بين قوى اليسار
قدم الكثير من المقترحات العملية والمبادرات للتقريب بين قوى اليسار في العراق وتعزيز التنسيق والعمل المشترك فيما بينها، استنادا إلى ان الوضع العراقي المعقد وفي المنطقة من الممكن ان يتقبل اجتهادات فكرية وسياسية يسارية مختلفة ولا أحد يحتكر الحقيقة المطلقة، ووفق مفهوم التركيز على نقاط التقاء والحوار الحضاري البناء على نقاط الاختلاف بين القوى اليسارية والتقدمية. ويؤمن بضرورة تشكيل حزب-اطار يساري موحد متعدد المنابر في العراق وفي عموم دول العالم العربي.

## أهم المشاركات
- المشاركة في بدايات تأسيس اتحاد العاطلين - اربيل - العراق 1992 .
- الناطق الرسمي باسم طالبى اللجوء العراقيين في الدنمارك 1994 -1995 .
- عضو منظمة العفو الدولية 1998 -2002.
- عضو الهيئة الادارية في الجمعية العراقية لحقوق الإنسان – الدنمارك 1998 - 2000.
- من الداعين إلى الغاء عقوبة الإعدام، واحد مؤسسي مركز حق الحياة لالغاء عقوبة الإعدام في العالم العربي.[19]
- ناشط في مجال الدفاع عن حقوق المرأة ومساواتها الكاملة، واحد مؤسسي مركز مساواة المرأة.
- شارك في الكثير من الاجتماعات والمؤتمرات حول حقوق الإنسان في العراق وعموم العالم العربي.[20]

## وصلات خارجية
- كلمة رزكار عقراوي في حفل فوز الحوار المتمدن بجائزة ابن رشد للفكر الحر عام 2010 في برلين - ألمانيا